# Carex austrozhejiangensis
Carex austrozhejiangensis är en halvgräsart som beskrevs av Chao Zong Zheng och X.F.Jin. Carex austrozhejiangensis ingår i släktet starrar, och familjen halvgräs. Inga underarter finns listade i Catalogue of Life.